# Deinokrates (Feldherr)
Deinokrates (Δεινοκράτης; lateinisch: Dinocrates; * vor 350 v. Chr. in Syrakus (?); † nach 304 v. Chr.) war ein adliger Syrakuser, der von 311 bis 304 v. Chr. in Sizilien als Feldherr der verbannten Oligarchen gegen den Tyrannen Agathokles von Syrakus kämpfte.

## Leben
Deinokrates war als Freund des Agathokles 316 v. Chr. geschont worden, als dieser in Syrakus nach der Tyrannis griff und seine oligarchischen Feinde ermorden ließ. In der Verbannung wurde Deinokrates zum Führer der syrakusischen Oligarchen. 311 v. Chr. ging er ein Bündnis mit den Karthagern ein, um den Tyrannen zu vertreiben und die Rückkehr zu erzwingen.
Nach der Schlacht am Himeras gelang es den Verbündeten, fast ganz Sizilien zum Abfall von Agathokles zu bewegen. Als während der folgenden Belagerung von Syrakus der karthagische Feldherr Hamilkar bei einem nächtlichen Ausfall in Gefangenschaft geriet und getötet wurde, übernahm Deinokrates den Befehl über die Streitkräfte der verbündeten Griechen und Karthager.
Deinokrates gab nun die populäre Parole der Autonomie für alle Griechenstädte aus und stellte ein Heer von 20.000 Fußsoldaten und 1.500 Kavalleristen zusammen. Dem hatte sein Gegenspieler nichts Vergleichbares entgegenzusetzen, so dass er einem Treffen auswich.
Nachdem Agathokles auch mit einer kühnen Gegenoffensive gegen das karthagische Kernland in Africa gescheitert war, bot er 307 v. Chr. die Aufgabe der Tyrannis und die Heimkehr der Verbannten an. Deinokrates verlangte indes, Agathokles solle Sizilien verlassen. Durch ein Bündnis mit den Etruskern konnte dieser sich jedoch bald aus der misslichen Lage befreien und die Karthager zum Ausscheiden aus dem Krieg zwingen.
Nach dem Friedensschluss 306 v. Chr. zwischen Syrakus und Karthago kam es bei Torgion in Zentralsizilien zur Entscheidungsschlacht zwischen den Parteien der sizilischen Griechen. Die Oligarchen waren zahlenmäßig weit überlegen: Deinokrates bot 25.000 Infanteristen und 3.000 Kavalleristen auf, während Agathokles angeblich nur über knapp 5.000 Fußsoldaten und etwa 800 Reiter verfügte. Der Tyrann siegte jedoch, weil ein Teil der oligarchischen Streitmacht während der Schlacht zu ihm überlief.
Nach der Niederlage ergab sich Deinokrates 304 v. Chr. und lieferte die von ihm besetzen Plätze aus. Agathokles verschonte ihn nicht nur, sondern söhnte sich mit ihm aus und machte ihn sogar zu einem seiner Unterfeldherren. Als solcher eroberte Deinokrates später die Stadt Leontinoi für Syrakus.